# آگوستوس زوایفل
آگوستوس زوایفل (انگلیسی: Augusto Zweifel; ۱۲ ژوئیهٔ ۱۹۲۱ – ۲۵ نوامبر ۲۰۲۱) بازیکن فوتبال اهل ایتالیا بود.
از باشگاه‌هایی که در آن بازی کرده‌است می‌توان به باشگاه فوتبال نووارا اشاره کرد.